# 敲響密室之門
《敲響密室之門》，日本小說家青崎有吾創作之推理小說。2014年起刊載於德間書店小說雜誌『讀樂』，2016年由德間書店出版單行本，2019年由德間文庫發行出版文庫本。第2作『敲響密室之門2』於2019年發行單行本，2022年發行文庫本。
2023年5月，日本朝日電視台宣布翻拍為週六好劇時段連續劇，於2023年7月播出。

## 出版書籍
- 青崎有吾《敲響密室之門》
  - 單行本：德間書店發行，2016年4月8日。ISBN 978-4-19-864136-8。
  - 文庫本：德間文庫發行，2019年3月8日，ISBN 978-4-19-894446-9。
- 青崎有吾《敲響密室之門2》
  - 單行本：德間書店發行，2019年11月22日。ISBN 978-4-19-864967-8。
  - 文庫本：德間文庫發行，2022年11月9日，ISBN 978-4-19-894799-6。

## 電視劇
2023年7月29日至9月23日於日本朝日電視台「週六好劇」時段（23:00 - 23:30，JST）播出的電視劇，由松村北斗和西畑大吾雙主演。

### 登場人物

#### 主要人物
- 御殿場倒理〈28〉：松村北斗（SixTONES）

偵探事務所「KNOCKIN' ON LOCKED DOOR」擅長解決密室或完美犯罪圈套的「HOW」專門偵探。無法理解人心，常常做出常人不可理解的舉動。
- 片無冰雨〈28〉：西畑大吾（浪花男子）

偵探事務所「KNOCKIN' ON LOCKED DOOR」擅長從現場的遺留物品中解讀其動機或理由等「不可解」的「WHY」專門偵探。穿著西裝、戴著樸素眼鏡，和倒理不同，是個知道常人常識的人。

#### 周邊人物
- 穿地決〈28〉：石橋靜河[2]

警視廳搜查一課刑警。與倒理、冰雨是大學同學。
- 藥師寺藥子〈17〉：畑芽育[2]

在偵探事務所打工的高中女生。
- 小坪清太郎〈45〉：駒木根隆介

警視廳搜查一課刑警。穿地的搭檔。
- 糸切美影〈28〉：早乙女太一[3]

犯罪顧問。給予委託人犯罪技巧。與倒理、冰雨、穿地是大學同學，曾共同隸屬於天川教授的犯罪社会學小組。
- 神保飄吉〈40〉：角田晃廣（東京03）[4]

偵探事務所的委託人仲介。
- 天川考四郎〈55〉：渡部篤郎[5]

春望大學社會學部的教授。倒理、冰雨的恩師。

### 製作團隊
- 原作：青崎有吾『敲響密室之門』（德間書店）
- 編劇：浜田秀哉
- 配樂：fox capture plan
- 主題曲：
  - SixTONES「CREAK」（Sony Music Labels）[6]
  - 浪花男子「Missing」（J Storm）[6]
- 執行製作人：中川慎子（朝日電視台）
- 製作人：田中真由子（朝日電視台）、尾花典子（J Storm）、長澤佳也（Office Crescendo）、小林麻衣子（朝日電視台）
- 導演：堤幸彥、高橋洋人、藤原知之、稻留武
- 製作協力：Office Crescendo
- 製作著作：朝日電視台、J Storm

### 播出日程
- 第1話加長30分鐘（23:00 - 24:00）。

| 集數 | 播出日期 | 標題 | 導演     |
| ---- | -------- | ---- | -------- |
| 1    | 7月29日  |      | 堤幸彥   |
| 2    | 8月05日  |      | 高橋洋人 |
| 3    | 8月12日  |      | 高橋洋人 |
| 4    | 8月19日  |      | 稻留武   |
| 5    | 8月26日  |      | 稻留武   |
| 6    | 9月02日  |      | 堤幸彥   |
| 7    | 9月09日  |      | 藤原知之 |
| 8    | 9月16日  |      | 藤原知之 |
| 9    | 9月23日  |      | 堤幸彥   |

## 外部連結
- 德間書店『敲響密室之門』
- 電視劇官方網站

| 朝日電視網 週六好劇                                  | 朝日電視網 週六好劇                      | 朝日電視網 週六好劇 |
| ---------------------------------------------------- | ---------------------------------------- | ------------------- |
|                                                      | 敲響密室之門 （2023年7月29日－9月23日）  |                     |
| 你回来了!小太郎一个人生活 （2023年4月15日－6月10日） | 單身初戀日記 （2023年10月14日－12月9日） |                     |